# NGC 5649
NGC 5648 = NGC 5649 ist eine spiralförmige Radiogalaxie vom Hubble-Typ Sbc im Sternbild Bärenhüter am Nordsternhimmel.  Sie ist schätzungsweise 232 Millionen Lichtjahre von der Milchstraße entfernt und hat einen Durchmesser von etwa 65.000 Lj.
Im selben Himmelsareal befindet sich u. a. die Galaxie NGC 5655 und IC 1014.
Das Objekt wurde am 19. März 1787 von Wilhelm Herschel mit einem 18,7-Zoll-Spiegelteleskop entdeckt, der sie dabei mit „eF, vS, lbM, between 2 vF stars, 300 power“ beschrieb (geführt als NGC 5649).
Herschels Positionsangabe weist jedoch eine Abweichung auf. Nicht nur, dass dadurch die Beobachtung von Guillaume Bigourdan am 23. Mai 1887 unter NGC 5648 zum zweiten Eintrag im Katalog führte. Die meisten modernen Kataloge setzen NGC 5648 und NGC 5649 gleich und ordnen NGC 5655 die Nummer NGC 5649 zu.

## NGC 5649-Gruppe (LGG 382)
| Galaxie   | Alternativname | Entfernung/Mio. Lj |
| --------- | -------------- | ------------------ |
| NGC 5649  | PGC 51840      | 232                |
| NGC 5655  | PGC 51857      | 234                |
| PGC 51735 | UGC 9288       | 237                |